# Oriental Research Institute & Manuscripts Library

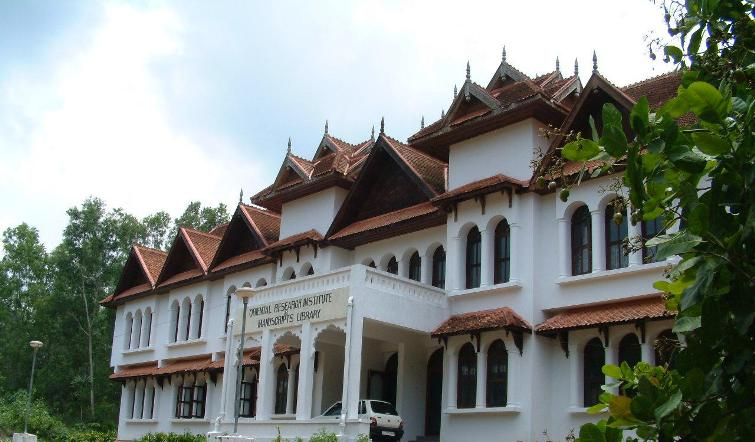
L'institut.

L’Oriental Research Institute & Manuscripts Library (ORI&MMS) de l'université du Kerala est l'une des principales structures d'Inde concernant les études en indologie. Il est situé à Thiruvananthapuram (Trivandrum). Les infrastructures de cet institut reconnu permettent d'effectuer des recherches en Sanskrit, Malayalam et Tamoul, dans le domaine des manuscrits.

## Histoire
Cet institut est né de la volonté du Maharaja Ayilyam Tirunal, roi de Travancore, de collecter tous les manuscrits du pays dans le but de les mettre en sécurité au sein de la bibliothèque du palais.
Plus tard, c'est en constatant l'engouement général des orientalistes autour de ce fonds, que le Maharaja Swathi Thirunal publia nombre de ces manuscrits, ainsi que d'autres venant des collections de familles anciennes.

## Collection
L'Oriental Research Institute & Manuscripts Library possède plus de 65 000 travaux, dans 30 000 ouvrages qui pour la plupart sont sous la forme de manuscrits en feuilles de palme.
Il possède aussi quelques plaques de cuivre, des écrits à propos du Bhurjapatra (sur écorce de bouleau), sur l'Agarutvak (écorce d'Amyris agallocha) ainsi que certaines pièces textiles. La collection de manuscrits comporte aussi des ouvrages appartenant à divers pays d'Inde, et pays d'Orient tels que la Birmanie, la Malaisie, L'Indonésie,le Népal etc. 
La langue sanskrite est très présente car elle représente 80 % du total de la collection.
Ce fonds est une source inestimable de richesses pour l'étude des anciens caractères écrits tels que le grantha, le vatteluttu, le sarada, Le nandinagari, le grantha tamil, mais aussi pour des caractères plus modernes comme le bengali, le marathi, le gujarati, le kannada, le telugu, l'oriya, L'assamais et le birman

## Activités récentes
Des transcriptions en devanāgarī sont faites, lorsqu'il n'est pas possible de se procurer les manuscrits originaux. De telles transcriptions sont aussi réalisées et trouvables dans d'autres bibliothèques telles que les Manuscrits shivaïtes de Pondichéry, the Adyar Library and Research Centre (Madras), the Saraswathi Mahal Library (Tanjore), the Government Oriental Manuscripts Library (Madras), the Oriental Research Institute of Baroda (Baroda), the Sarasvati Bhavan (Varanasi).